# Services industriels de la Marine
Les Services industriels de la Marine (en espagnol : Servicios Industriales de la Marina S.A.), plus connu sous l'acronyme SIMA, est une entreprise publique spécialisée dans la construction, la maintenance et la modernisation des unités de la marine péruvienne. Elle fonctionne sous la tutelle du ministère de la Défense et du Commandement de la Marine du Pérou.

## Histoire
Pendant le gouvernement du maréchal Ramón Castilla une Manufacture d'État est créée le 22 mai 1845 dans la ville de Bellavista (maintenant Callao) connue sous le nom de Factoría Naval de Bellavista (es). À partir de 1861, la manufacture est entièrement sous les ordres de la marine et de nombreux bâtiments péruviens sont construits.
C'est sous le gouvernement du général Manuel A. Odría, le 14 février 1950, qu'est créé la société Les Services industriels de la Marine pour renforcer le développement industriel de l'arsenal de Callao.
En mars 1999, la SIMA est ouverte à la construction navale pour d'autres clients civils et étrangers.
Le SIMA de Callao reste le grand centre de construction navale avec des installations sur une superficie de 300 000 m2. Le SIMA d'Iquitos a été créé en 1972 à partir de l'ancien Servicio Industrial de Iquitos (SIDI). Le SIMA de Chimbote est créé en 1975 qui intègre le chantier naval PISCA pour se spécialiser dans la marine de pêche.

## Quelques navires construits
- 1978 : BIC Humboldt, navire océanographique
- 1982 : BAP Montero (FM-53), frégate lance-missiles
- 2014 : BAP Unión, quatre-mâts barque
- 2016-17 : 2 Landing Platform Dock : BAP Paita et BAP Pisco